# Noël Lietaer
Noël Liétaer (Neuville-en-Ferrain, 1908. november 17. – Rostock, 1941. február 21.) francia válogatott labdarúgó.